# David Zinman
David Zinman (né le 9 juillet 1936 à New York) est un chef d'orchestre américain.
Il a été l'élève puis l'assistant de Pierre Monteux de 1958 à 1964. 
Parmi ses nombreux enregistrements, on relève celui de Casse-noisette de Tchaïkovski avec le New York City Ballet, réalisé pour une version filmée du ballet, et celui de la Symphonie no 3 de Górecki avec le London Sinfonietta.
Avec l'orchestre de la Tonhalle de Zurich (dont il fut chef principal de 1995 à 2014), il fut le premier à enregistrer l'intégrale des symphonies de Beethoven selon la nouvelle édition de Bärenreiter révisée par Jonathan Del Mar (un coffret de 5 CD, Arte Nova, 1999).